# ازدواج همجنس در جمهوری ایرلند

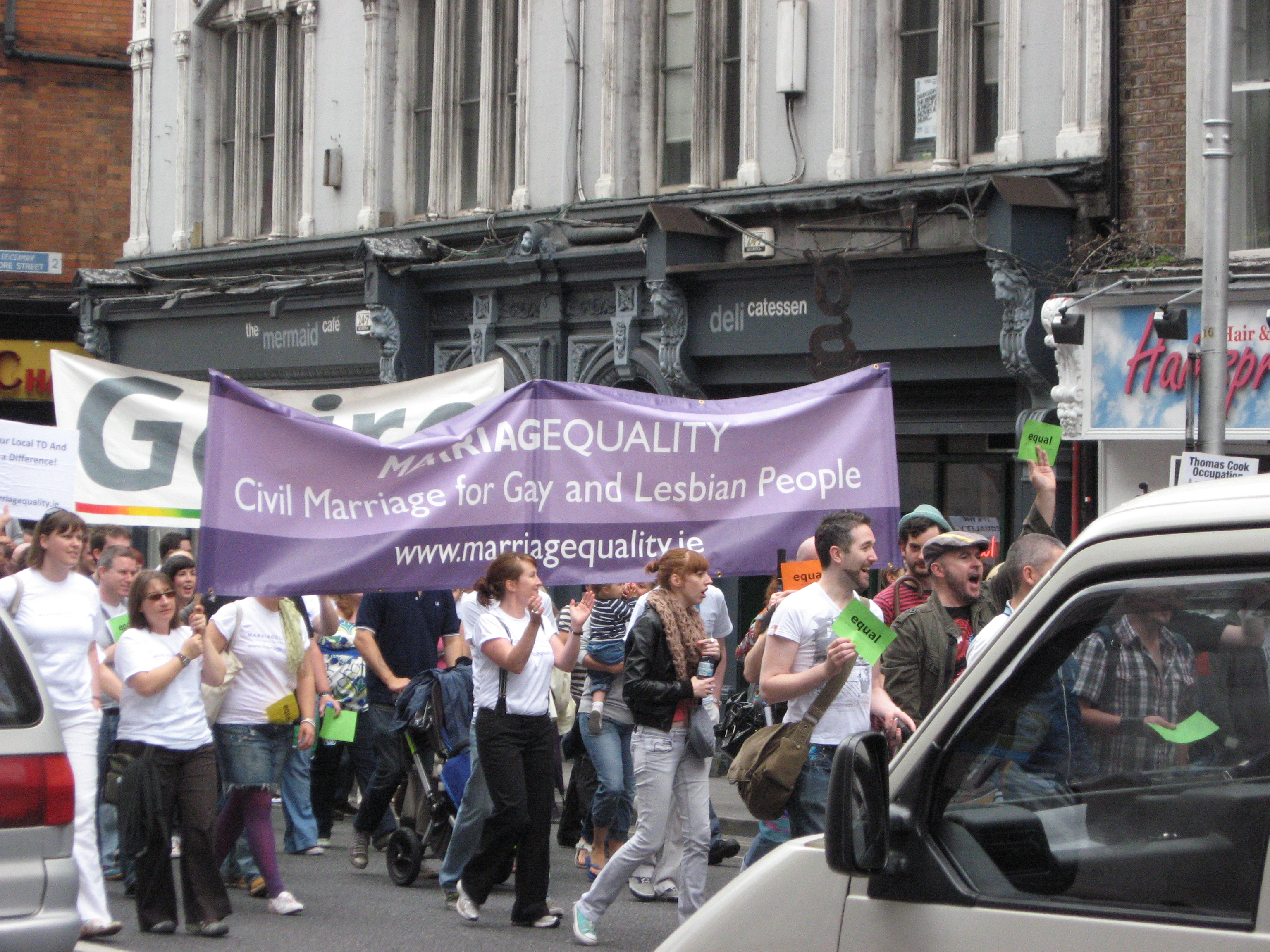
ازدواج همجنس در جمهوری ایرلند برابری ازدواج

ازدواج همجنس در جمهوری ایرلند از ۱۶ نوامبر ۲۰۱۵ قانونی شده‌است. در ۲۲ مه ۲۰۱۵ یک همه‌پرسی برای تغییر قانون اساسی ایرلند برگزار شد تا در آن قانون ازدواج نسبت به جنسیت طرفین خنثی باشد. این اقدام توسط رئیس‌جمهور ایرلند به عنوان سی و چهارمین متمم قانون اساسی ایرلند در ۲۹ اوت ۲۰۱۵ به تصویب رسید. اولین مراسم ازدواج زوج‌های همجنس ایرلند روز بعد از قانونی شدن این ازدواج برگزار شد.
در سال ۲۰۱۰ اتحاد مدنی برای همجنس‌گرایان به قوانین ایرلند اضافه شده‌بود اما کاملاً با مزایا و مسئولیت‌های ازدواج یکی نبود
سرشماری سال ۲۰۱۱ ایرلند نشان داد که ۱۴۳٬۰۰۰ زوج همخانه وجود دارد (این مقدار ۷۷٬۰۰۰ در سال ۲۰۰۲ بود). از آن ۴٬۰۴۲ زوج همجنس بودند (نسبت به ۱٬۳۰۰ زوج در سال ۲۰۰۲).
| متمم ۳۴م قانون اساسی ایرلند (برابری ازدواج) ۲۰۱۵ |           |        |
| انتخاب                                           | آرا       | %      |
| آری                                              | 1,201,606 | 62.07  |
| خیر                                              | 734,000   | 37.93  |
| آرای صحیح                                        | 1,935,907 | 99.29  |
| آرای باطله یا سفید                               | 13,818    | 0.71   |
| مجموع آرا                                        | 1,949,725 | ۱۰۰٫۰۰ |
| واجدین شرایط                                     | 3,221,681 | 60.52  |